# Rhabdomastix beckeri
Rhabdomastix beckeri är en tvåvingeart som först beskrevs av Paul Lackschewitz 1935.  Rhabdomastix beckeri ingår i släktet Rhabdomastix och familjen småharkrankar. Inga underarter finns listade i Catalogue of Life.